# Touima
Touima (en arabe : تويمة) est une commune rurale marocaine de la province de Nador située dans le Rif.